# Amphisbaena lumbricalis
Espèce
Statut de conservation UICN

 DD  : Données insuffisantes
Amphisbaena lumbricalis est une espèce d'amphisbènes de la famille des Amphisbaenidae.

## Répartition
Cette espèce est endémique du Brésil. Elle se rencontre dans les États du Sergipe et de l'Alagoas.

## Publication originale
- Vanzolini, 1996 : On slender species of Amphisbaena, with the description of a new one from northeastern Brasil (Reptilia, Amphisbaenia). Papéis Avulsos de Zoologia, São Paulo, vol. 39, n. 16, p. 293-305.